# PGC 2487092
LEDA/PGC 2487092 ist eine Galaxie im Sternbild Großer Bär am Nordsternhimmel. Sie ist schätzungsweise 858 Millionen Lichtjahre von der Milchstraße entfernt und hat einen Durchmesser von etwa 120.000 Lichtjahren. Vom Sonnensystem aus entfernt sich das Objekt mit einer errechneten Radialgeschwindigkeit von näherungsweise 19.100 Kilometern pro Sekunde. Nach Lage der Daten bildet sie gemeinsam mit PGC 2486861, PGC 2486958 und PGC 2486331 eine gravitativ gebundene Galaxiengruppe. 
Im selben Himmelsareal befinden sich unter anderem die Galaxien PGC 2483521,  PGC 2494831, PGC 2496632, PGC 2498417.